# Педро Алонсо Нињо
Педро Алонсо Нињо (шп. Pedro Alonzo Niño, настрадао 11. јула 1502), познат и под именом Педро Алонсо Нуњез (шп. Pedro Alonzo Nuñez), шпански морепловац и истраживач, главни пилот Санта Марије. Један од првих истраживача Јужне Америке.

## Биографија
Члан угледне породице морепловаца из Могера, Нињо је био добро познат у области морских лука Хуелва, Могер и Палос и од велике помоћи Колумбу у превазилажењу првобитног одбијања помораца у три села да их води овај непознати странац који је предложио да стигне у Ципангу (Јапан) и Китај (Кина) пловећи на запад преко Тамног мора. Иако је већина званичних записа о другом путовању изгубљена, верује се да је Нињо такође пратио адмирала на делу тог путовања, враћајући се у Шпанију са флотом Антонија де Тореса 7. марта 1494. године. Затим је учествовао у путовању две каравеле и карака 1496, којим је командовао, натоварен намирницама за колонију у Исабели, тадашњој престоници Хиспањоле. Нињо је тамо стигао почетком јула и испоручио поруку шпанских суверена у којој је наређено да се престоница пренесе из Исабеле на северној обали у нову колонију која ће бити основана на јужној обали, која је постала данашњи Санто Доминго. Такође је предао писмо од адмирала у којем се наводи да се трговина робљем може наставити под условом да су Индијанци прави ратни заробљеници. Сходно томе, три стотине Индијанаца, сви означени као „заробљеници“, окупљено је и послато на тржиште у Шпанији на Нињовим бродовима. Приход од њихове продаје искористио је бискуп Хуан Родригез де Фонсека, агент круне, да помогне у финансирању Колумбовог трећег путовања.

### Самостална експедиција
Средином 1499. године, бискуп Фонсека је овластио бројне авантуристе да предузму приватно финансиране експедиције у Нови свет. Пералонсо Нињо је брзо одговорио на ову прилику и, као и Алонсо де Охеда пре њега, тражио је финансијску подршку од богатих трговаца у Севиљи. Једини трговац који је био спреман да обезбеди неопходна средства био је Луис Гера, али његова понуда је била условна: његов брат Кристобал Гера мора да командује експедицијом. Нињово материјално стање је било такво да му је једино решење било да прихвати подређени положај у сопственој експедицији.
Почетком јуна 1499. Нињо је испловио из луке Палос у малој каравели од само педесет тона терета, са посадом од тридесет три човека. Његово пристаниште на неименованом јужном континенту било је само мало удаљено од Колумбовог, чији је пут пратио. Идући ка северозападу кроз залив Парија и ушавши у Карибе, упутио се директно ка острву Маргарита, недалеко од североисточне обале данашње Венецуеле, за које је Колумбо јавио да је богато бисерима.
Нашавши домородце гостољубиве, а бисере лепе, велике и изобилне, посада је тамо остала неколико недеља. Извештаји о путовању раних историчара указују на то да су, након што су сакупили значајну количину бисера, Гера и Нињо кренули су дуж обале ка западу на неодређену, али вероватно кратку удаљеност. Приликом првог покушаја да изађу на обалу, суочили су се са непријатељски расположеним Индијанцима које је претходно подстакао ратоборни Охеда. Гера, који је мудро дозволио искуснијем Нињу да стварно командује експедицијом, инсистирао је у овом тренутку на брзом повлачењу и одласку са својим драгоценим теретом са ове непријатељске обале. Након несметаног путовања кући, стигли су у Шпанију почетком фебруара 1500.

### Опис експедиције код Пјетра Мартира
Опис експедиције Педра Алонса Нуњеза у Јужну Америку заузима читаво 8. поглавље у Првој декади књиге О новом свету, прве историје открића Америке, коју је 1504. године објавио шпански историчар Пјетро Мартире.
Током Колумбовог трећег путовања (јун-септембар 1498) откривена је обала Јужне Америке од ушћа реке Ориноко до острва Маргарита, где су урођеници носили огрлице и украсе од злата и бисера. После тога, неки од његових бродских капетана затражили су краљевску дозволу да предузму истраживања о свом трошку, обећавајући шпанској Круни петину остварене добити. Најсрећнији од ових авантуриста био је Педро Алонско Нуњез, познат и под именом Нињо, који је пловио са Колумбом на прва два путовања. Нуњез је био сиромашан човек и опремио је једну каравелу носивости 50 тона са 33 морнара уз помоћ севиљског трговца по имену Геро, чији је брат, Кристобал, пошао на пут као капетан брода. Краљевски указ забрањивао им је да пристану на педесет сати пловидбе од било ког места које је Колумбо већ открио.
Нуњез је запловио на југ у залив Парија, где су га близу мореуза Змијина уста (између острва Тринидад и копна) напали канибали, које је успешно растерао једним хицем из топа, заробивши једног канибала и ослободивши једног заробљеника. и наставио на запад, уз обалу Јужне Америке, све до земље коју су домороци називали Куријана (лат. Curiana). Локално становништво дочекало је Шпанце веома пријатељски и за мање од сат времена сакупили су 15 унци (скоро пола килограма) бисера које су урођеници носили као огрлице и наруквице у замену за игле, стаклене перле, прапорце и друге ситнице које су понели за размену. Експедиција је ту провела 20 дана, мењајући своју робу за храну и бисере. Урођеници су били веома гостољубиви. Живели су у дрвеним кућама покривеним палминим лишћем и гајили гуске и патке. Изнад врата куће једног од поглавица висила је глава једног од канибала, сачувана као ратни трофеј. Главна храна биле су им остриге, које су уједно производиле бисере, и хлеб од корења касаве и кукуруза. Иако нису носили одећу, користили су игле за чачкање зуба и вађење трња испод коже. Жене су обрађивале земљу, а мушкарци су ловили паунове, фазане, голубове и тапире. Гениталије су покривали тиквом или шкољком која је висила на узици везаној око струка. Од суседних племена трампом су добијали земљано посуђе и украсе од некакве домаће легуре са малим садржајем злата. Тела мртвих поглавица сушили су на ватри, а затим чували.
Присуство многих животиња којих нема на острвима, као и чињеница да су Шпанци пловили 120 сати на запад уз обалу не видећи јој крај, навели су Мартира на идеју да се не ради о острву, већ о континенту. Урођеници су објаснили Шпанцима да добијају злато из земље 6 дана пловидбе на запад, по имену Каухијета (лат. Cauchieta). Стигавши тамо, Шпанци су нашли веома мало злата врло лошег квалитета, али су набавили неколико мајмуна и папагаја. У тој земљи памук је растао у дивљини. Време у новембру било је веома топло, пошто се земља налазила близу екватора. Наставивши даље на запад, Шпанци су наишли на велику групу маоружаних домородаца, који су их спречили да се искрцају и одбили сваки покушај трговине, па су се вратили натраг у Куријану, где су провели још двадесет дана и обилно се снабдели намирницама.
Експедиција је кренула натраг 23. фебруара 1500, са товаром од чак 48 фунти (око 22 килограма) бисера и путовање у Шпанију је трајало 61 дан због противних  струја. На доласку у Шпанију, Нуњез је покушао да сакрије део бисера и тако плати мању царину, али су га његови морнари издали, па је ухапшен и провео је дуго времена у затвору. На крају је пуштен, али је увек тврдио да су га опљачкали за његов део бисера. Товар је продат у августу 1501. и зарада је подељена међу члановима посаде.
Пјетро Мартире је навео и да су неки савременици сумњали у Нуњезов извештај о путовању, тврдећи да није нашао бисере у земљи Куријана далеко на западу, већ у областима Кумана и Макапана код острва Маргарита, које је Колумбо већ био открио, прекршивши тако краљевску дозволу за истраживање коју је добио.

### Последње путовање и смрт
Пералонсо Нињо је 13. фебруара 1502. поново испловио из Кадиза као главни пилот заставног брода величанствене флоте од тридесет бродова који су превозили 2.500 морнара, колониста и војника у Санто Доминго, нову престоницу Хиспањоле. На главном броду био је Николас де Овандо, новоименовани гувернер Индије. Пут тамо био је без догађаја, али покушај повратног путовања је био катастрофа. Игноришући правовремено упозорење Колумба о приближавању урагана, Овандо је наредио флоти да исплови. Несрећни бродови су управо ушли у пролаз Мона између Хаитија и Порторика када је почео ураган, 11. јула 1502. Неколико бродова се преврнуло на мору, а већина оних који су преживели почетни налет олује избачени су на обалу и разбијени у комадиће. Само пет од тридесет бродова је преживело. Изгубљено је преко пет стотина људи, међу њима и командант флоте Антонио де Торес и његов главни пилот Пералонсо Нињо.